# Dżawad Mahdżub
Dżawad Mahdżub (pers. جواد محجوب ;ur. 26 maja 1991) – irański judoka. Dwukrotny olimpijczyk. Zajął siedemnaste miejsce w Rio de Janeiro 2016. Dziewiąty w Tokio 2020, gdzie reprezentował reprezentację uchodźców. Walczył w wadze półciężkiej i ciężkiej.
Uczestnik mistrzostw świata w 2011, 2013 i 2018. Startował w Pucharze Świata w latach 2010–2013, 2015 i 2018. Piąty na igrzyskach azjatyckich w 2014 i 2018; siódmy w 2010. Mistrz Azji w 2013, drugi w 2012 roku.

## Letnie Igrzyska Olimpijskie 2016
| Konkurencja | Eliminacje             | Klas. końcowa |
| Konkurencja | Przeciwnik I           | Miejsce       |
| ----------- | ---------------------- | ------------- |
| 100 kg      | Toma Nikiforov (BEL) P | 17.           |

## Letnie Igrzyska Olimpijskie 2020
| Konkurencja | Eliminacje            | Eliminacje            | Klas. końcowa |
| Konkurencja | Przeciwnik I          | Przeciwnik II         | Miejsce       |
| ----------- | --------------------- | --------------------- | ------------- |
| +100 kg     | Johannes Frey (GER) Z | Lukáš Krpálek (CZE) P | 17.           |